# Giro de Emilia 2024
La 107.ª edición de la clásica ciclista Giro de Emilia fue una carrera en Italia que se celebró el 5 de octubre de 2024 con inicio en la ciudad Vignola y final en el Santuario de Nuestra Señora de San Luca la ciudad de San Luca sobre un recorrido de 215,3 kilómetros.
La carrera formó parte del UCI ProSeries 2024, calendario ciclístico mundial de segunda división. El vencedor fue el esloveno Tadej Pogačar del UAE Emirates, quien estuvo acompañado en el podio por el británico Thomas Pidcock del INEOS Grenadiers y el italiano Davide Piganzoli del Polti Kometa, segundo y tercer clasificado respectivamente.

## Equipos participantes
Tomaron parte en la carrera 24 equipos: 15 de categoría UCI WorldTeam invitados por la organización, 8 de categoría UCI ProTeam y 1 de categoría Continental. Formaron así un pelotón de 162 ciclistas de los que acabaron 53. Los equipos participantes fueron:
| WorldTeams (15)- Red Bull-Bora-Hansgrohe - UAE Team Emirates - Soudal Quick-Step - Alpecin-Deceuninck - Astana Qazaqstan Team - Bahrain Victorious - Cofidis - Decathlon-AG2R La Mondiale - EF Education-EasyPost - Groupama-FDJ - Ineos Grenadiers - Lidl-Trek - Movistar Team - Team Jayco AlUla - Team Visma \| Lease a Bike ProTeams (8)- Bingoal WB - Team Corratec-Vini Fantini - Euskaltel-Euskadi - Israel-Premier Tech - Q36.5 Pro Cycling Team - Polti Kometa - Tudor Pro Cycling Team - VF Group-Bardiani CSF-Faizanè Equipo continental- Petrolike |
| |

## Clasificación final
- La clasificación finalizó de la siguiente forma:[2]

| \| Clasificación general \| Clasificación general \| Clasificación general \| Clasificación general \| Clasificación general \| \| Ciclista \| Ciclista \| Equipo \| Tiempo \| \| \| --------------------- \| --------------------- \| -------------------------- \| --------------------- \| --------------------- \| \| 1.º \| Tadej Pogačar \| UAE Team Emirates \| 5 h 14 min 44 s \| \| \| 2.º \| Thomas Pidcock \| Ineos Grenadiers \| + 1 min 54 s \| \| \| 3.º \| Davide Piganzoli \| Team Polti Kometa \| + 1 min 54 s \| \| \| 4.º \| Michael Woods \| Israel-Premier Tech \| + 1 min 54 s \| \| \| 5.º \| Simon Yates \| Team Jayco AlUla \| + 2 min 02 s \| \| \| 6.º \| Roger Adrià \| Red Bull-Bora-Hansgrohe \| + 2 min 04 s \| \| \| 7.º \| Wilco Kelderman \| Team Visma \\| Lease a Bike \| + 2 min 04 s \| \| \| 8.º \| Enric Mas \| Movistar Team \| + 2 min 08 s \| \| \| 9.º \| Archie Ryan \| EF Education-EasyPost \| + 2 min 13 s \| \| \| 10.º \| Lorenzo Fortunato \| Astana Qazaqstan Team \| + 2 min 15 s \| \| |                   |                            |                 |
| |                   |                            |                 |
| Fuente: ProCyclingStats |                   |                            |                 |
| Clasificación general |                   |                            |                 |
| Ciclista | Ciclista          | Equipo                     | Tiempo          |
| 1.º | Tadej Pogačar     | UAE Team Emirates          | 5 h 14 min 44 s |
| 2.º | Thomas Pidcock    | Ineos Grenadiers           | + 1 min 54 s    |
| 3.º | Davide Piganzoli  | Team Polti Kometa          | + 1 min 54 s    |
| 4.º | Michael Woods     | Israel-Premier Tech        | + 1 min 54 s    |
| 5.º | Simon Yates       | Team Jayco AlUla           | + 2 min 02 s    |
| 6.º | Roger Adrià       | Red Bull-Bora-Hansgrohe    | + 2 min 04 s    |
| 7.º | Wilco Kelderman   | Team Visma \| Lease a Bike | + 2 min 04 s    |
| 8.º | Enric Mas         | Movistar Team              | + 2 min 08 s    |
| 9.º | Archie Ryan       | EF Education-EasyPost      | + 2 min 13 s    |
| 10.º | Lorenzo Fortunato | Astana Qazaqstan Team      | + 2 min 15 s    |

## Ciclistas participantes y posiciones finales
Convenciones:
- AB-N: Abandono en la etapa "N"
- FLT-N: Retiro por llegada fuera del límite de tiempo en la etapa "N"
- NTS-N: No tomó la salida para la etapa "N"
- DES-N: Descalificado o expulsado en la etapa "N"

## UCI World Ranking
El Giro de Emilia otorgó puntos para el UCI World Ranking para corredores de los equipos en las categorías UCI WorldTeam, UCI ProTeam y Continental. Las siguientes tablas son el baremo de puntuación y los diez corredores que obtuvieron más puntos:
| Posición              | 1.º | 2.º | 3.º | 4.º | 5.º | 6.º | 7.º | 8.º | 9.º | 10.º | 11.º | 12.º | 13.º | 14.º | 15.º | 16.º-30.º | 31.º-40.º |
| Clasificación general | 200 | 150 | 125 | 100 | 85  | 70  | 60  | 50  | 40  | 35   | 30   | 25   | 20   | 15   | 10   | 5         | 3         |

| Clasificación |                   |                         |         |
| Posición      | Ciclista          | Equipo                  | General |
| ------------- | ----------------- | ----------------------- | ------- |
| 1.º           | Tadej Pogačar     | UAE Emirates            | 200     |
| 2.º           | Thomas Pidcock    | INEOS Grenadiers        | 150     |
| 3.º           | Davide Piganzoli  | Polti Kometa            | 125     |
| 4.º           | Michael Woods     | Israel-Premier Tech     | 100     |
| 5.º           | Simon Yates       | Jayco AlUla             | 85      |
| 6.º           | Roger Adrià       | Red Bull-BORA-hansgrohe | 70      |
| 7.º           | Wilco Kelderman   | Visma \| Lease a Bike   | 60      |
| 8.º           | Enric Mas         | Movistar                | 50      |
| 9.º           | Archie Ryan       | EF Education-EasyPost   | 40      |
| 10.º          | Lorenzo Fortunato | Astana Qazaqstan        | 35      |